# Biliong
Die Biliong ist eine Axt, die auf Malaysia benutzt wird. Sie dient als Werkzeug und Waffe.

## Geschichte
Die Biliong wurde auf Malaysia als Kriegswaffe und als Schnitzwerkzeug entwickelt. Sie wird bis heute benutzt.

## Beschreibung
Die Biliong wird aus einem Stück Hartholz gefertigt. Der Stiel der Axt hat am oberen Ende einen verbreiterten Kopf, in dem ein Zapfenloch eingearbeitet ist. Das Zapfenloch dient dazu, die Klinge fest aufzunehmen und sie trotzdem beweglich zu halten. Die Klinge wird an dem Kopf des Stieles zusätzlich durch eine leicht zu öffnende Wicklung aus Pflanzenfasern gehalten. Durch Lockern dieser Wicklung ist es möglich, die Klinge im Zapfenloch zu drehen. Steht die Klinge quer zum Stiel, kann man sie als Schnitzwerkzeug verwenden. Steht die Klinge im geraden Winkel zum Stiel, kann man sie als Streitaxt benutzen. Die Klinge selbst ist flach ausgeschmiedet und besitzt eine lange Angel. Die Klingen- und Stielform variiert von Ort zu Ort. Am hinteren Teil des Axtkopfes werden oft farbige Haarbüschel zur Dekoration angebracht.